# یوری تام
یوری تام (استونیایی: Jüri Tamm؛ (زادهٔ ۵ فوریهٔ ۱۹۵۷ – درگذشتهٔ ۲۲ سپتامبر ۲۰۲۱) پرتاب‌گر چکش اهل استونی بود که به نمایندگی از اتحاد جماهیر شوروی سوسیالیستی در بازی‌های المپیک تابستانی ۱۹۸۰ و بازی‌های المپیک تابستانی ۱۹۸۸ به مدال برنز پرتاب وزنه دست یافت.
وی در مسابقات کشوری و بین‌المللی در مجموع برندهٔ ۱ مدال طلا، ۱ مدال نقره، ۲ مدال برنز شده‌ بود‌.
یوری تام در سه دوه عضو مجلس استونی بود.